# Песня жителей Сувар
«Песня жителей Сувар» (тат. Сувар кешеләре җыры) — татарская историческая народная песня, ведущая свое начало со времён расцвета государства Волжской Булгарии.

## История
История песни связано с городом Волжской Булгарии — Суваром, который в X веке, во времена расцвета государства, был крупным политическим, экономическим и торговым центром. Город был расположен вблизи деревни Кузнечиха (тат. Иске Сувар, чув. Киве Сăвар) ныне Спасского района Татарстана.

## Сюжет
Песня является своего рода сатирой, обвиняющая какого-либо бека в чрезмерном увлечении наслаждениями и роскошью. В содержании фигурируют благородный напиток (медовуха), дорогие одежды и прекрасная девушка.

## Текст песни
Барды сәңа йәк,

Утру тотыб бал.

Барчин кәдибән,

Телү, йука булып кал.
(Пришёл к тебе черт, держа в руке медовуху, Одеваясь в шелка, стань безумным, хилым).
Арды сәне кыз,

Буе аның — тал.

Йайлыр аның артачы,

Борыны тәкый кывал.
(Заворожила тебя девушка, стройна как ива, лицо в обрамлении кудрей словно куст можжевельника, и прямой носик).